# Cómicos
Cómicos es una película española de 1954, la primera dirigida en solitario por el cineasta español Juan Antonio Bardem. El filme participó en la selección oficial del Festival de Cannes de 1954. Se estrenó en Argentina el 21 de mayo de 1959.

## Argumento
Ana Ruiz (Elisa Christian Galvé) es una joven y ambiciosa actriz que por el momento no ha tenido ocasión más que a interpretar papeles secundarios. Pero al fin le llega su gran oportunidad de asumir un papel protagonista. La única condición que pone el empresario Carlos Márquez (Carlos Casaravilla) es que Ana se convierta en su amante. Pero ella está enamorada de Miguel (Fernando Rey).

## Reparto
| Intérprete             | Personaje              |
| ---------------------- | ---------------------- |
| Elisa Galvé            | Ana Ruiz               |
| Fernando Rey           | Miguel Solís           |
| Emma Penella           | Marga                  |
| Mariano Asquerino      | Don Antonio            |
| Rosario García Ortega  | Doña Carmen            |
| Rafael Alonso          | Ernesto Sánchez Blasco |
| Arsenio Freignac       | José Luis Suárez       |
| Manuel Alexandre       | Manolo                 |
| Arturo Marín           | Constantino Valdés     |
| Manuel Arbó            | Rafael Muñoz           |
| Matilde Muñoz Sampedro | Matilde Agustín        |
| Miguel Pastor          | Doctor                 |
| Manuel Guitián         | Jesús                  |
| Aníbal Vela            | Empresario             |
| Alfonso Gallardo       | Pepito                 |
| Emilio Santiago        | González               |
| José María Prada       | Decorador              |
| Carlos Martínez Campos | Paco Torres            |
| Josefina Serratosa     | Antonia Ramos          |
| Lolita Gómez           |                        |
| Enrique Ramírez        |                        |
| José María Gavilán     | Pepe                   |
| Matilde Artero         | Luisa                  |
| Carlos Casaravilla     | Carlos Márquez         |
| Juan Antonio Bardem    | Atrecista              |
| Antonio Moreno         | Traspunte              |
| Ronnie O'Dell          | Pianista               |